# 9076 Сінсаку
9076 Сінсаку (9076 Shinsaku) — астероїд головного поясу, відкритий 8 травня 1994 року.
Тіссеранів параметр щодо Юпітера — 3,594.
Названо на честь Сінсаку (яп. しんさく(晋作) сінсаку).